# Hybolasius dubius
Hybolasius dubius là một loài bọ cánh cứng trong họ Cerambycidae.